# Rise, East Riding of Yorkshire
Rise är en ort och civil parish i Storbritannien.   Den ligger i kommunen East Riding of Yorkshire och riksdelen England, i den sydöstra delen av landet, 260 km norr om huvudstaden London. Rise ligger 23 meter över havet och antalet invånare är 105.
Terrängen runt Rise är mycket platt. Runt Rise är det ganska tätbefolkat, med 139 invånare per kvadratkilometer. Närmaste större samhälle är Kingston upon Hull, 14,4 km söder om Rise. Trakten runt Rise består till största delen av jordbruksmark.